# 재러드 폴리스
재러드 폴리스(Jared Polis, 1975년 5월 12일 ~ )은 미국의 정치인으로 현재 콜로라도주 주지사이다.

## 학력
- 프린스턴 대학교 정치학 B.A.

## 경력
- 2001.01 ~ 2007.01 콜로라도주 교육위원회 위원
- 2009.01 ~ 2019.01 미국 콜로라도 2구 연방 하원의원
- 2019.01 ~ 2027.01 제43대 콜로라도 주지사
- 2023.07 ~ 2024.07 전국 주지사 연합 부의장
- 2024.07 ~ 2025.07 전국 주지사 연합 의장

## 역대 선거 결과
| 선거명      | 직책명                        | 대수  | 정당   | 득표율 | 득표수      | 결과 | 당락                          |
| ----------- | ----------------------------- | ----- | ------ | ------ | ----------- | ---- | ----------------------------- |
| 2000년 선거 | 교육위원회 (콜로라도주 위원)  | -대   | 민주당 | 48.43% | 769,521표   | 1위  | 콜로라도 교육위원회 위원 당선 |
| 2008년 선거 | 하원의원 (콜로라도 제2선거구) | 111대 | 민주당 | 62.60% | 215,602표   | 1위  | 콜로라주 하원의원 당선        |
| 2010년 선거 | 하원의원 (콜로라도 제2선거구) | 112대 | 민주당 | 57.41% | 148,720표   | 1위  | 콜로라주 하원의원 당선        |
| 2012년 선거 | 하원의원 (콜로라도 제2선거구) | 113대 | 민주당 | 55.69% | 234,758표   | 1위  | 콜로라주 하원의원 당선        |
| 2014년 선거 | 하원의원 (콜로라도 제2선거구) | 114대 | 민주당 | 56.24% | 192,300표   | 1위  | 콜로라주 하원의원 당선        |
| 2016년 선거 | 하원의원 (콜로라도 제2선거구) | 115대 | 민주당 | 56.89% | 260,175표   | 1위  | 콜로라주 하원의원 당선        |
| 2018년 선거 | 콜로라도 주지사               | 43대  | 민주당 | 53.42% | 1,348,888표 | 1위  | 콜로라도 주지사 당선          |
| 2022년 선거 | 콜로라도 주지사               | 43대  | 민주당 | 58.53% | 1,468,481표 | 1위  | 콜로라도 주지사 당선          |